# دنزل هال
دنزل هال (بالهولندية: Denzel Hall) هو لاعب كرة قدم هولندي، ولد في 22 مايو 2001 في روتردام في هولندا.